# Leugnies
Leugnies is een dorp in de Belgische provincie Henegouwen, en een deelgemeente van de Waalse stad Beaumont.
Leugnies was een zelfstandige gemeente, tot die bij de gemeentelijke herindeling van 1977 toegevoegd werd aan de gemeente Beaumont .
Het dorp ligt in de Condroz.

## Demografische ontwikkeling
- Bronnen:NIS, Opm:1831 tot en met 1970=volkstellingen, 1976= inwoneraantal op 31 december

## Externe link

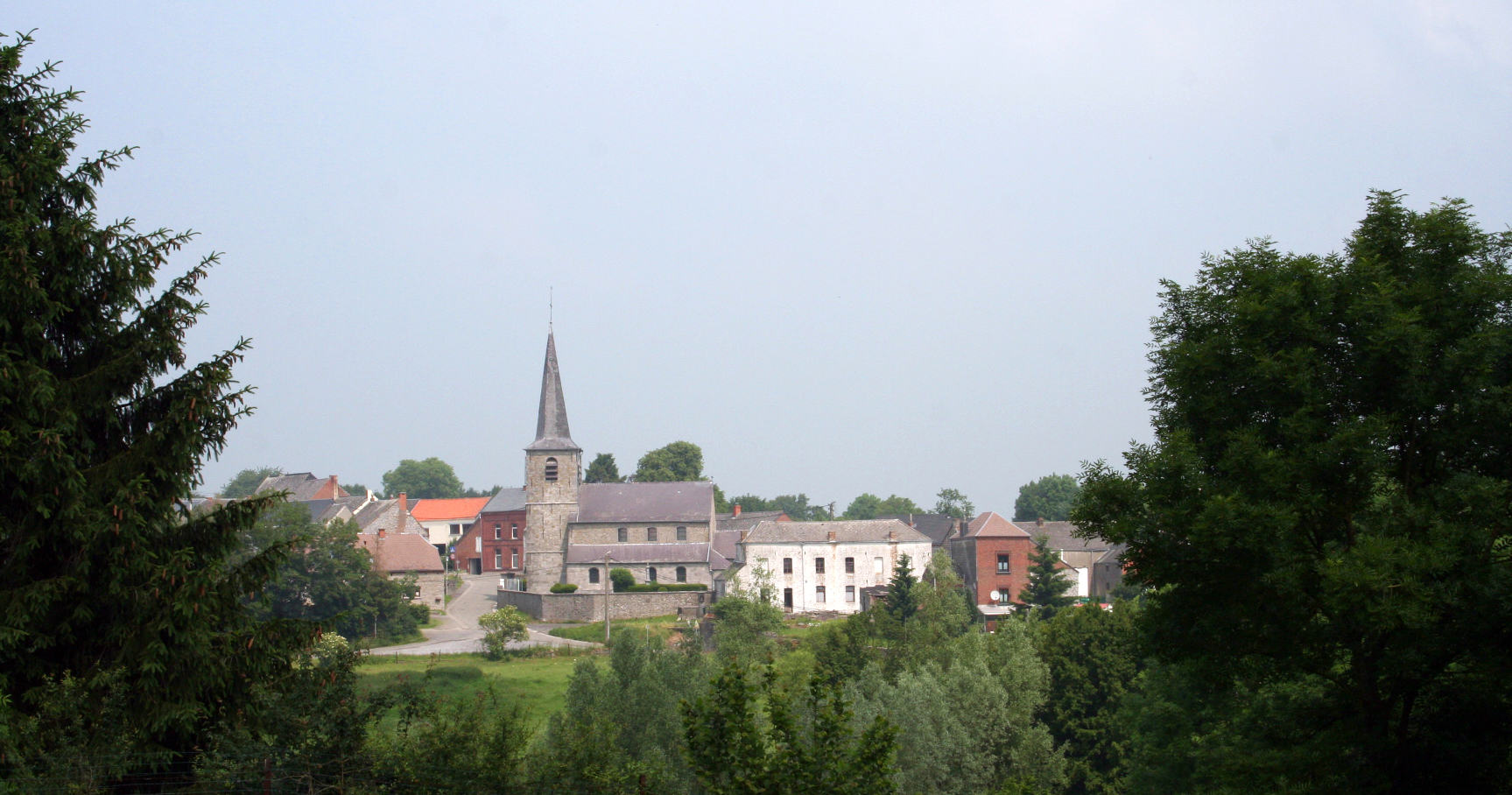
Leugnies, panorama op het dorp.